# سلام فرمانده (نشيد)
سلام فرمانده (بالفارسية: سلام فرمانده) هي أغنية إيرانية عن محمد المهدي مع مواضيع سياسية ودينية أيديولوجية موالية للدولة تم إنشاؤها للأطفال وتستخدم بشكل أساسي لدعم أداء المطربين في مجموعات كبيرة.
تم إصدار الأغنية، وهي جوقة طويلة نسبيًا في نوع موسيقى البوب، في مارس 2022 قبل حلول العام الفارسي الجديد (فروردين 1401) على وسائل التواصل الاجتماعي، ثم جذبت الانتباه لاحقًا في أبريل ومايو 2022. يبدو أن الأغنية مستهدفة وتسلط الضوء على مساهمة الجيل الجديد، (المولود في التسعينيات في التقويم الإيراني، وهم أطفال ولدوا بين عامي 2011 و 2021) في دعم الثورة الإسلامية وأيديولوجيتها. نشطت المنظمات الحكومية في حشد طلاب المدارس لتشكيل جوقة الأغنية في مجموعات كبيرة، وعرض أكبر جوقة في ملعب آزادي.

## طاقم ممثلين
مغني سلام فارمندة هو أبوذر روحي الذي قدمها لقناة جيلان IRIB، الفيديو الموسيقي الذي ظهر لأول مرة في مارس 2022. تم تسجيل الفيديو الموسيقي في مسجد جمكران، من إنتاج مهران به نهاد وإخراج مهيار طالبي. المغني هو مهدي بني هاشمي.

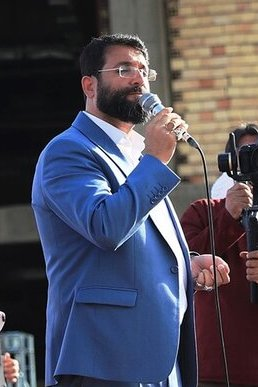
أبوذر روحي، مغني سلام فرمانده

## أداء جماهيري على ملعب آزادي

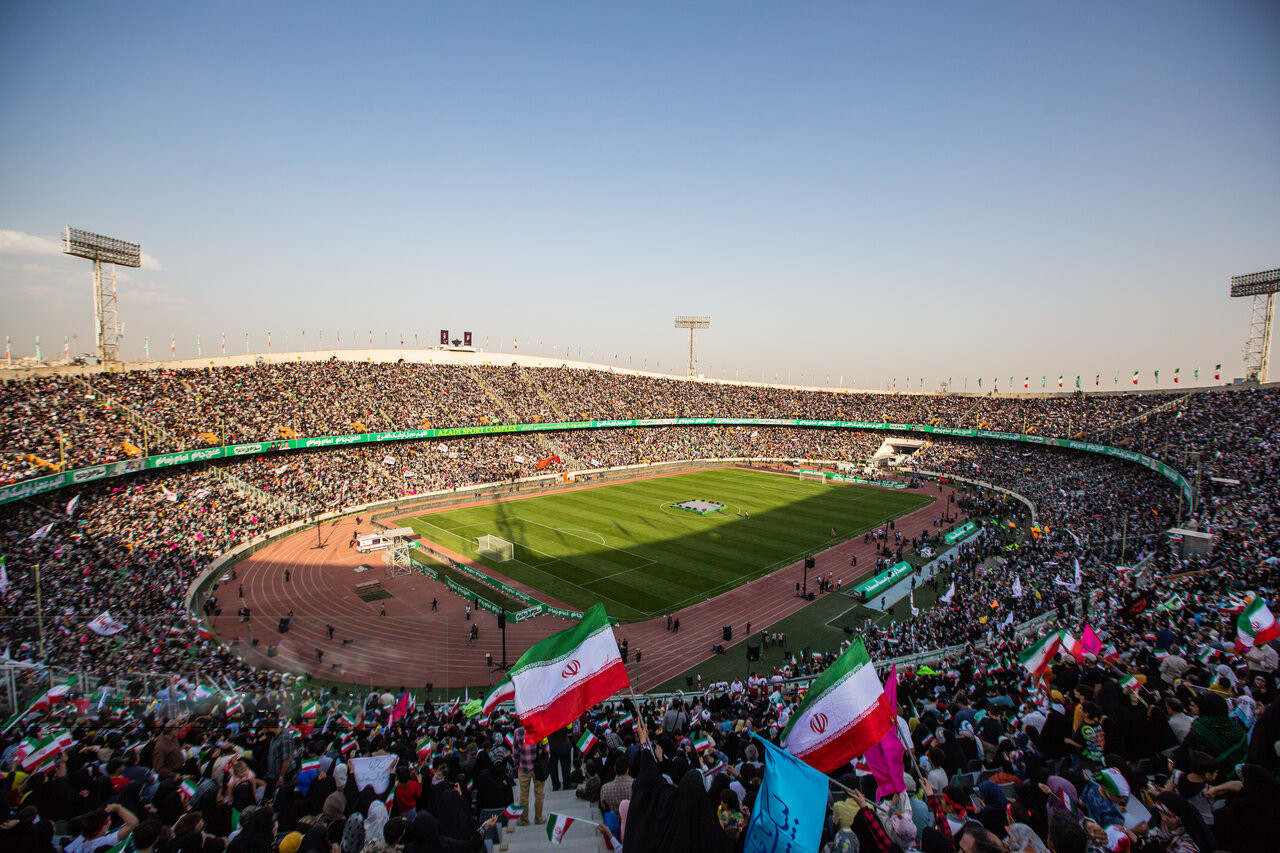
26 مايو 2022، عرض سلام فرمانده على ملعب آزادي

في 26 مايو 2022، كان هناك تجمع كبير في ملعب آزادي والمجمع الرياضي في غرب طهران والمناطق المحيطة بها حيث حضر عشرات الآلاف مع أطفالهم لأداء الأغنية في جوقة نظمها فنانون محترفون على الهواء مباشرة. أفادت وسائل الإعلام الحكومية أن التجمع سيكون بحجم 100.000.

## ترديد في أماكن أخرى
كما تم ترديد الأغنية في مجموعات صغيرة في دول غير إيران وفقًا لمنافذ إخبارية ومحتويات منشورة على وسائل التواصل الاجتماعي.
وقع بعض الطلاب على هذه الأغنية في كشمير ولاهور في باكستان وسوريا واسطنبول في تركيا بالفارسية والعربية في نيجيريا. تم إنتاج الأغنية أيضًا باللغة الأذربيجانية، وهي عبارة عن 8 دقائق.

## روابط خارجية
- Salam Farmandeh with English Arabic and Urdu subtitle على يوتيوب
- A choir orchestrated by the original signer in Isfahan
- Press TV brief report from May 26 2022 event in Azadi Stadium
- https://www.gettyimages.co.uk/detail/news-photo/iranian-girls-are-seen-singing-the-hello-commander-anthem-news-photo/1240926816